# Любое разумное предложение
«Любое разумное предложение» (англ. Any Reasonable Offer) — рассказ Курта Воннегута, часть сборника «Табакерка из Багомбо».

## Сюжет
Главный герой — торговец недвижимостью, среди клиентов которого — владельцы весьма крупных зданий. К нему приходит представительная пара, готовая купить себе роскошный дом. Он по очереди представляет их двум клиентам; в обоих случаях они радуются, но объявляют, что им нужно свыкнуться с домом, и переходят под обслуживание хозяев домов, целыми днями плавая у них в бассейнах, распивая алкоголь, куря сигары и гуляя. В первом случае, когда их пытаются поторопить, выдумав мнимого покупателя, они оскорбляются и заявляют, что им не подходит дом, который «подходит пивовару из Толедо»; во втором случае в последний момент оказывается, что полковник вот-вот улетает в дальнюю командировку. Миссис Хеллбруннер готова продать свой дом уже как угодно; рассказчик звонит на работу Брэдли Пекэму и обнаруживает, что тот — простой офисный работник из чертёжной, который хвастается коллегам, что проводит выходные в роскоши.
Рассказчик осознаёт, что он крайне устал от этой ситуации, вспоминает один из городов, которые упоминал «полковник Пекэм», и уезжает проводить время в прогулках по богатым домам этого города, изображая богатого покупателя.

## Герои рассказа
- Рассказчик, торговец недвижимостью
- Деннис Делаханти, клиент рассказчика, счёвший комиссионные слишком большими и не оплативший их
- Миссис Хеллбруннер, владелица 27микомнатного дома-замка, клиент рассказчика
- Мистер Хёрти, владелец усадьбы, клиент рассказчика
- Брэдли Пекэм, офисный работник, выдающий себя за полковника
- Жена Брэдли Пекэма
- Мистер Мэлроуз, начальник Пекэма